# Sobarocephala mitsuii
Sobarocephala mitsuii är en tvåvingeart som beskrevs av Mitsuhiro Sasakawa 1995. Sobarocephala mitsuii ingår i släktet Sobarocephala och familjen träflugor. Inga underarter finns listade i Catalogue of Life.